# Triodia aurita
Triodia aurita är en gräsart som beskrevs av Michael Lazarides. Triodia aurita ingår i släktet Triodia och familjen gräs. Inga underarter finns listade i Catalogue of Life.